# Бамбукови (триб)
Бамбукови (Bambuseae) са най-разнообразният триб в семейство Житни (Poaceae). Включва дървесни видове от тропическите региони, включително някои видове гигантски бамбук. Сродна група са дребните видове тревист бамбук от триб Olyreae, също разпространени в тропиците, докато дървесните видове бамбук Arudinarieae от умерените ширини са по-далечни роднини. Триб Бамбукови попада в два клона, съответстващи на видове от неотропиците (подтриби Arthrostylidiinae, Chusqueinae и Guaduinae) и от палеотропиците (подтриби Bambusinae, Hickeliinae, Melocanninae и Racemobambosinae).

## Подтрибове и родове
73-те рода са разпределени в единадесет подтриба:
- подтриб Arthrostylidiinae:
Actinocladum, Alvimia, Arthrostylidium, Athroostachys, Atractantha, Aulonemia, Cambajuva, Colanthelia, Didymogonyx, Elytrostachys, Filgueirasia, Glaziophyton, Merostachys, Myriocladus, Rhipidocladum
- подтриб Bambusinae:
Bambusa, Bonia, Cochinchinochloa, Dendrocalamus, Fimbribambusa, Gigantochloa, Maclurochloa, Melocalamus, Neomicrocalamus, Oreobambos, Oxytenanthera, Phuphanochloa, Pseudobambusa, Pseudoxytenanthera, Soejatmia, Thyrsostachys, Vietnamosasa, Yersinochloa
- подтриб Chusqueinae:
Chusquea
- подтриб Dinochloinae:
Cyrtochloa, Dinochloa, Mullerochloa, Neololeba, Pinga, Parabambusa, Sphaerobambos
- подтриб Greslaniinae
Greslania
- подтриб Guaduinae:
Apoclada, Eremocaulon, Guadua, Olmeca, Otatea
- подтриб Hickeliinae:
Cathariostachys, Decaryochloa, Hickelia, Hitchcockella, Nastus, Perrierbambus, Sirochloa, Sokinochloa, Valiha
- подтриб Holttumochloinae:
Holttumochloa, Kinabaluchloa, Nianhochloa
- подтриб Melocanninae:
Annamocalamus, Cephalostachyum, Davidsea, Melocanna, Neohouzeaua, Ochlandra, Pseudostachyum, Schizostachyum, Stapletonia
- подтриб Racemobambosinae:
Chloothamnus, Racemobambos, Widjajachloa
- подтриб Temburongiinae:
Тембуронгия
- incertae sedis
Ruhooglandia, Temochloa